# Justin Hall
Justin Terrell Hall (Douglasville, 29 gennaio 1999) è un giocatore di football americano statunitense che gioca come wide receiver e che è free agent. Al college ha giocato per la Ball State University.

## Carriera universitaria
Nato a Douglasville, in Georgia, Hall ha cominciato a giocare a football alla Alexander High School per poi iscriversi nel 2017 alla Ball State University andando a giocare con i Cardinals, impegnati nella Mid-American Conference (MAC) della Divisione I della Football Bowl Subdivision (FBS) della NCAA. 
Nella sua prima stagione risultò il primo tra gli esordienti per yard ricevute (801) e con 78 ricezioni il 10° a livello nazionale, collezionando almeno 5 ricezioni in 9 delle sue 12 partite. 
Sia per la stagione 2019 che per quella 2020 Hall fu riconosciuto come uno dei migliori giocatori della conference ed inserito nel First-Team All MAC, nel 2020 sia come wide receiver che come kick returner. Nella partita del 20 dicembre 2020 Hall contribuì alla vittoria per 38-28 contro i Buffalo Bulls, segnando il touchdown del momentaneo pareggio 21-21, che valse ai Cardinals il titolo di campioni di conference, il primo dal 1996. 
Nel 2021 Hall sfruttò la possibilità offerta di prolungare la sua eleggibilità nel football di college di un anno, vista le limitazioni ai campionati dovute alla pandemia da COVID-19 nel 2020, giocando quindi un'altra stagione coi Cardinals. 
Nei suoi cinque anni al college Hall fu un wide receiver molto dinamico e atipico: con i suoi 177 centimetri per 86 chili era fisicamente più piccolo del classico giocatore del suo ruolo ma giocò sia come ricevitore profondo che schierandosi dietro la linea di scrimmage per tentativi di attacco con corsa, soprattutto nei down vicino alla end zone, riuscendo al termine della sua esperienza universitaria a fissare i record della scuola per numero di ricezioni (318), yard ricevute (3.385) e yard guadagnate in totale (5.359).
Il 3 gennaio 2022 Hall si dichiarò eleggibile per il Draft NFL 2022.
| 2017   | Ball State | FBS Div. I | MAC    | 12 | 10 | 78  | 801   | 10,3 | 47 | 3  | 11  | 59  | 5,4 | 22 | 0 | 2 | 1 |
| 2018   | Ball State | FBS Div. I | MAC    | 12 | 6  | 69  | 622   | 9,0  | 61 | 0  | 20  | 133 | 6,7 | 22 | 1 | 1 | 1 |
| 2019   | Ball State | FBS Div. I | MAC    | 12 | 5  | 61  | 684   | 11,2 | 64 | 6  | 24  | 187 | 7,8 | 23 | 2 | 2 | 2 |
| 2020   | Ball State | FBS Div. I | MAC    | 7  | 6  | 49  | 665   | 13,6 | 66 | 4  | 30  | 236 | 7,9 | 39 | 1 | 0 | 0 |
| 2021   | Ball State | FBS Div. I | MAC    | 11 | 9  | 61  | 613   | 10,0 | 49 | 5  | 33  | 225 | 6,8 | 34 | 5 | 2 | 1 |
| Totale | Totale     | Totale     | Totale | 54 | 36 | 318 | 3.385 | 10,6 | 66 | 18 | 118 | 840 | 7,1 | 39 | 9 | 7 | 5 |

Fonte: Ball State Cardinals 
In grassetto i record personali in carriera

## Carriera professionistica

### Las Vegas Raiders
Hall non fu scelto nel corso del Draft NFL 2022 e il 12 maggio 2022 firmò da undrafted free agent con i Las Vegas Raiders. Il 28 agosto 2022 fu svincolato.

### Houston Gamblers / Roughnecks
Hall firmò per la stagione 2023 con gli Houston Gamblers della neonata United States Football League. Hall, come tutti gli altri giocatori e allenatori dei Gamblers, furono trasferiti dal 1º gennaio 2024 agli Houston Roughnecks, squadra proveniente dalla XFL. Il 15 agosto 2024 il contratto di Hall fu terminato per permettergli di firmare con una franchigia della NFL.

### Minnesota Vikings
Il 19 agosto 2024 Hall firmò con i Minnesota Vikings. Fu svincolato sette giorni dopo.